# Selaginella dendricola
Selaginella dendricola är en mosslummerväxtart som beskrevs av Jenm.. Selaginella dendricola ingår i släktet mosslumrar, och familjen mosslummerväxter. Inga underarter finns listade i Catalogue of Life.